# Rabie Chasma
Il Rabie Chasma è una struttura geologica della superficie di Venere.